# Lee Myung-jin
Myung-jin Lee, né le 12 avril 1974, est un dessinateur de manhwa (bande dessinée coréenne).
Son œuvre Ragnarök a été adaptée en jeu vidéo sous le nom de Ragnarök Online par Gravity Corp. Ce jeu a été ensuite adapté en anime : Ragnarök the Animation.